# Indonesien i olympiska sommarspelen 2004
Indonesien i olympiska sommarspelen 2004 bestod av idrottare som blivit uttagna av Indonesiens olympiska kommitté.

## Badminton
| Idrottare                       | Gren        | Sextondelsfinaler                          | Åttondelsfinaler                    | Kvartsfinaler                           | Semifinaler                   | Final                                         | Final            |                  |
| Idrottare                       | Gren        | Motståndare Resultat                       | Motståndare Resultat                | Motståndare Resultat                    | Motståndare Resultat          | Motståndare Resultat                          | Placering        |                  |
| ------------------------------- | ----------- | ------------------------------------------ | ----------------------------------- | --------------------------------------- | ----------------------------- | --------------------------------------------- | ---------------- | ---------------- |
| Taufik Hidayat                  | Herrsingel  | Yamada (JPN) W 15-8, 15-10                 | Wong (MAS) W 11-15, 15-7, 15-9      | Gade (DEN) W 15-12, 15-12               | Ponsana (THA) W 15-9, 15-2    | Final Shon (KOR) W 15-8, 15-7                 | 1                |                  |
| Sony Dwi Kuncoro                | Herrsingel  | Hashim (MAS) W 15-6, 9-15, 15-8            | Andersen (NOR) W 15-7, 15-6         | Park (KOR) W 15-13, 15-4                | Shon (KOR) L 6-15, 15-9, 9-15 | Bronsmatch Ponsana (THA) W 15-11, 17-16       | 3                |                  |
| Sigit Budiarto Tri Kusharjanto  | Herrdubbel  | Łogosz/Mateusiak (POL) L 11-15, 15-3, 8-15 | Gick inte vidare                    | Gick inte vidare                        | Gick inte vidare              | Gick inte vidare                              | Gick inte vidare |                  |
| Luluk Hadiyanto Alvent Yulianto | Herrdubbel  | BYE                                        | Lee/Yoo (KOR) L 11-15, 10-15        | Gick inte vidare                        | Gick inte vidare              | Gick inte vidare                              | Gick inte vidare |                  |
| Eng Hian Flandy Limpele         | Herrdubbel  | BYE                                        | Clark/Robertson (GBR) W 15-7, 15-12 | Kim Y/Yim (KOR) W 15-1, 15-10           | Kim D/Ha (KOR) L 8-15, 2-15   | Bronsmatch Eriksen/Hansen (DEN) W 15-13, 15-7 | 3                |                  |
| Jo Novita Lita Nurlita          | Damdubbel   | BYE                                        | Yang/Zhang (CHN) L 2-15, 15-6, 7-15 | Gick inte vidare                        | Gick inte vidare              | Gick inte vidare                              | Gick inte vidare |                  |
| Anggun Nugroho Eny Widiowati    | Mixeddubbel | Zuyev/Yakusheva (RUS) W 12-15, 15-7, 15-5  | Chen/Zhao (CHN) L 2-15, 3-15        | Gick inte vidare                        | Gick inte vidare              | Gick inte vidare                              | Gick inte vidare | Gick inte vidare |
| Nova Widianto Vita Marissa      | Mixeddubbel | BYE                                        | Blair/Munt (RUS) W 15-8, 15-12      | Eriksen/Schjoldager (DEN) L 12-15, 8-15 | Gick inte vidare              | Gick inte vidare                              | Gick inte vidare | Gick inte vidare |

## Boxning
| Idrottare          | Gren     | Sextondelsfinaler    | Åttondelsfinaler     | Kvartsfinaler        | Semifinaler          | Final                | Final            |
| Idrottare          | Gren     | Motståndare Resultat | Motståndare Resultat | Motståndare Resultat | Motståndare Resultat | Motståndare Resultat | Placering        |
| ------------------ | -------- | -------------------- | -------------------- | -------------------- | -------------------- | -------------------- | ---------------- |
| Bonyx Yusak Saweho | Flugvikt | Rżany (POL) L 19-25  | Gick inte vidare     | Gick inte vidare     | Gick inte vidare     | Gick inte vidare     | Gick inte vidare |

## Bågskytte
Herrar
| Idrottare | Gren         | Rankningsomgång | Rankningsomgång | 32-delsfinaler            | Sextondelsfinaler    | Åttondelsfinaler     | Kvartsfinaler        | Semifinaler          | Final                | Final            |                  |
| Idrottare | Gren         | Poäng           | Seed            | Motståndare Resultat      | Motståndare Resultat | Motståndare Resultat | Motståndare Resultat | Motståndare Resultat | Motståndare Resultat | Placering        |                  |
| --------- | ------------ | --------------- | --------------- | ------------------------- | -------------------- | -------------------- | -------------------- | -------------------- | -------------------- | ---------------- | ---------------- |
| Lockoneco | Individuellt | 641             | 41              | Frangilli (ITA) L 141-153 | Gick inte vidare     | Gick inte vidare     | Gick inte vidare     | Gick inte vidare     | Gick inte vidare     | Gick inte vidare | Gick inte vidare |

Damer
| Idrottare             | Gren         | Rankningsomgång | Rankningsomgång | 32-delsfinaler          | Sextondelsfinaler    | Åttondelsfinaler     | Kvartsfinaler        | Semifinaler          | Final                | Final            |                  |
| Idrottare             | Gren         | Poäng           | Seed            | Motståndare Resultat    | Motståndare Resultat | Motståndare Resultat | Motståndare Resultat | Motståndare Resultat | Motståndare Resultat | Placering        |                  |
| --------------------- | ------------ | --------------- | --------------- | ----------------------- | -------------------- | -------------------- | -------------------- | -------------------- | -------------------- | ---------------- | ---------------- |
| Rina Dewi Puspitasari | Individuellt | 616             | 46              | Nichols (USA) L 141-160 | Gick inte vidare     | Gick inte vidare     | Gick inte vidare     | Gick inte vidare     | Gick inte vidare     | Gick inte vidare | Gick inte vidare |

## Cykling

### Bana
Poänglopp
| Santia Tri Kusuma | Damernas poänglopp | i.u. | i.u. | i.u. | i.u. | DNF | x |

## Friidrott
Herrar
Bana, maraton och gång
| Idrottare    | Gren           | Heat     | Heat      | Kvartsfinal      | Kvartsfinal      | Semifinal        | Semifinal        | Final            | Final            |
| Idrottare    | Gren           | Resultat | Placering | Resultat         | Placering        | Resultat         | Placering        | Resultat         | Placering        |
| ------------ | -------------- | -------- | --------- | ---------------- | ---------------- | ---------------- | ---------------- | ---------------- | ---------------- |
| Edy Jakariya | 110 meter häck | 14.11 NR | 8         | Gick inte vidare | Gick inte vidare | Gick inte vidare | Gick inte vidare | Gick inte vidare | Gick inte vidare |

Damer
Bana, maraton och gång
| Idrottare        | Gren        | Heat     | Heat      | Kvartsfinal | Kvartsfinal | Semifinal | Semifinal | Final            | Final            |
| Idrottare        | Gren        | Resultat | Placering | Resultat    | Placering   | Resultat  | Placering | Resultat         | Placering        |
| ---------------- | ----------- | -------- | --------- | ----------- | ----------- | --------- | --------- | ---------------- | ---------------- |
| Supriyati Sutono | 5 000 meter | 16:34.14 | 19        | i.u.        | i.u.        | i.u.      | i.u.      | Gick inte vidare | Gick inte vidare |

## Judo
Herrar
| Idrottare   | Gren                | Sextondelsfinal               | Åttondelsfinal       | Kvartsfinal          | Semifinal            | Återkval             | Final                | Final            |
| Idrottare   | Gren                | Motståndare Resultat          | Motståndare Resultat | Motståndare Resultat | Motståndare Resultat | Motståndare Resultat | Motståndare Resultat | Placering        |
| ----------- | ------------------- | ----------------------------- | -------------------- | -------------------- | -------------------- | -------------------- | -------------------- | ---------------- |
| Krisna Bayu | Mellanvikt (-90 kg) | Tsend-Ayush (MGL) L 0001-0101 | Gick inte vidare     | Gick inte vidare     | Gick inte vidare     | Gick inte vidare     | Gick inte vidare     | Gick inte vidare |

## Kanotsport
Sprint
| Kanotist        | Gren               | Heat     | Heat      | Semifinal        | Semifinal        | Final            | Final            |
| Kanotist        | Gren               | Tid      | Placering | Tid              | Placering        | Tid              | Placering        |
| --------------- | ------------------ | -------- | --------- | ---------------- | ---------------- | ---------------- | ---------------- |
| Sarce Aronggear | Damernas K-1 500 m | 2:03.790 | 8         | Gick inte vidare | Gick inte vidare | Gick inte vidare | Gick inte vidare |

## Rodd
Damer
| Idrottare   | Gren          | Heat    | Heat      | Återkval | Återkval  | Semifinal | Semifinal | Final   | Final     | Final |
| Idrottare   | Gren          | Tid     | Placering | Tid      | Placering | Tid       | Placering | Tid     | Placering |       |
| ----------- | ------------- | ------- | --------- | -------- | --------- | --------- | --------- | ------- | --------- | ----- |
| Pere Koroba | Singelsculler | 8:04,76 | 5 R       | 7:54,17  | 3 SC/D    | 8:09,21   | 3 FC      | 7:47,92 | 16        |       |

## Segling
Herrar
| Seglare                    | Gren    | Lopp | Lopp | Lopp | Lopp | Lopp | Lopp | Lopp | Lopp | Lopp | Lopp | Lopp | Summerad poäng | Finalplacering |
| Seglare                    | Gren    | 1    | 2    | 3    | 4    | 5    | 6    | 7    | 8    | 9    | 10   | M*   | Summerad poäng | Finalplacering |
| -------------------------- | ------- | ---- | ---- | ---- | ---- | ---- | ---- | ---- | ---- | ---- | ---- | ---- | -------------- | -------------- |
| I Gusti Made Oka Sulaksana | Mistral | 18   | 19   | 19   | 12   | 25   | 10   | 21   | 26   | 14   | 17   | 12   | 167            | 18             |

M = Medaljlopp; EL = Eliminerad – gick inte vidare till medaljloppet;

## Taekwondo
| Idrottare          | Gren             | Åttondelsfinaler     | Kvartsfinaler        | Semifinaer           | Återkval             | Bronsmatch           | Final                | Final            |
| Idrottare          | Gren             | Motståndare Resultat | Motståndare Resultat | Motståndare Resultat | Motståndare Resultat | Motståndare Resultat | Motståndare Resultat | Placering        |
| ------------------ | ---------------- | -------------------- | -------------------- | -------------------- | -------------------- | -------------------- | -------------------- | ---------------- |
| Satriyo Rahadhani  | Herrarnas −58 kg | Green (GBR) L 5–6    | Gick inte vidare     | Gick inte vidare     | Gick inte vidare     | Gick inte vidare     | Gick inte vidare     | Gick inte vidare |
| Juana Wangsa Putri | Damernas −49 kg  | Mora (COL) L 2–2 SUP | Gick inte vidare     | Gick inte vidare     | Gick inte vidare     | Gick inte vidare     | Gick inte vidare     | Gick inte vidare |

## Tennis
| Spelare                          | Gren      | Omgång 1                         | Omgång 2                          | Åttondelsfinaler  | Kvartsfinaler     | Semifinaler       | Final / BM        | Final / BM       |
| Spelare                          | Gren      | Motståndare Poäng                | Motståndare Poäng                 | Motståndare Poäng | Motståndare Poäng | Motståndare Poäng | Motståndare Poäng | Placering        |
| -------------------------------- | --------- | -------------------------------- | --------------------------------- | ----------------- | ----------------- | ----------------- | ----------------- | ---------------- |
| Angelique Widjaja                | Damsingel | Tanasugarn (THA) W 1–6, 6–2, 6–1 | Šprem (CRO) L 3–6, 1–6            | Gick inte vidare  | Gick inte vidare  | Gick inte vidare  | Gick inte vidare  | Gick inte vidare |
| Wynne Prakusya Angelique Widjaja | Damdubbel | i.u.                             | Kostanić / Šprem (CRO) L 3–6, 2–6 | Gick inte vidare  | Gick inte vidare  | Gick inte vidare  | Gick inte vidare  | Gick inte vidare |